# Vladímir Bogomólov
Vladímir Ósipovich Bogomólov (ruso: Владимир Осипович Богомолов; Kirílovka, Gubérniya de Moscú, 3 de julio de 1926 — ibidem, 30 de diciembre de 2003) fue un escritor soviético. 
Cuando la Unión Soviética fue invadida por Alemania, en 1941, Bogomólov estaba todavía en la escuela. Se alistó en el ejército tras completar sólo siete grados. Comenzó la guerra como soldado raso y, a su conclusión, estaba al mando de una compañía. Fue herido y recibió varias medallas durante su servicio activo. Continuó sirviendo en el ejército hasta 1950, en la inteligencia militar del SMERSH, en Alemania del Este. En 1950-1951 pasó trece meses en prisión sin que formalmente se hubiese formulado ninguna acusación. En 1952 dejó el ejército. Se graduó en el Departamento de Periodismo de la Escuela Superior del Partido Comunista de la Unión Soviética. 
Uno de sus primeros relatos, Iván (Иван, 1957) fue adaptado a la pantalla por Andréi Tarkovski (La infancia de Iván, 1962).
Su novela más famosa es El momento de la verdad, también conocida como Agosto del 44 (В августе сорок четвёртого, 1973). Esta obra relata la historia de los operativos SMERSH que seguían el avance de las líneas militares, restaurando el orden y eliminando a los saboteadores. La obra tiene un estilo muy particular, ya que en parte utiliza (falsa) correspondencia y documentos militares  pseudoauténticos: órdenes, circulares, telegramas e informes.. Tuvo tal éxito que ha conocido más de cien ediciones, ha sido traducida a varias lenguas y se ha llevado a la pantalla en dos ocasiones. 

## Obras traducidas al español
- En agosto del 44 ; xiv, 520 p. [traducción: Zoia Barash]. 1977. La Habana : Editorial Arte y Literatura, Series: Biblioteca del pueblo.
- El momento de la Verdad; ISBN 84-320-8490-5; ISBN 978-84-320-8490-4, 486 p. 20 cm. traducción de Josep María Güell. 1990. Barcelona Planeta, Series: Grandes autores de la literatura soviética contemporánea; Number: 6.
- Iván, ISBN 968-895-361-X; ISBN 978-968-895-361-7, 85 p. ; 18 cm. [traducción, Justo E. Vasco]. 1992. [Guadalajara, México]: Universidad de Guadalajara, Series: Hojas negras; Edug novela policíac}